# Liste der Monuments historiques in Magny-en-Vexin
Die Liste der Monuments historiques in Magny-en-Vexin führt die Monuments historiques in der französischen Gemeinde Magny-en-Vexin auf.

## Liste der Bauwerke
| Bezeichnung                      | Beschreibung | Standort                           | Kennzeichnung | Schutzstatus | Datum | Bild           |
| -------------------------------- | ------------ | ---------------------------------- | ------------- | ------------ | ----- | -------------- |
| Friedhofskreuz                   |              | (Lage)                             | PA00080112    | Classé       | 1908  |                |
| Kirche Notre-Dame-de-la-Nativité |              | (Lage)                             | PA00080113    | Classé       | 1908  | weitere Bilder |
| Hôtel de Brière                  |              | 22, place de la Halle (Lage)       | PA00080246    | Inscrit      | 1990  | weitere Bilder |
| Hôtel de Crosne                  |              | 20 rue de Crosne (Lage)            | PA00080114    | Classé       | 1944  | weitere Bilder |
| Maison des Bôves                 |              | Rue du Moulin-de-la-Planche (Lage) | PA00125476    | Inscrit      | 1993  | weitere Bilder |
| Maison Henri II                  |              | 34, rue Carnot (Lage)              | PA00080115    | Inscrit      | 1965  | weitere Bilder |
| Pfeiler                          |              | Rue de Paris (Lage)                | PA00080116    | Inscrit      | 1932  | weitere Bilder |

## Liste der Objekte

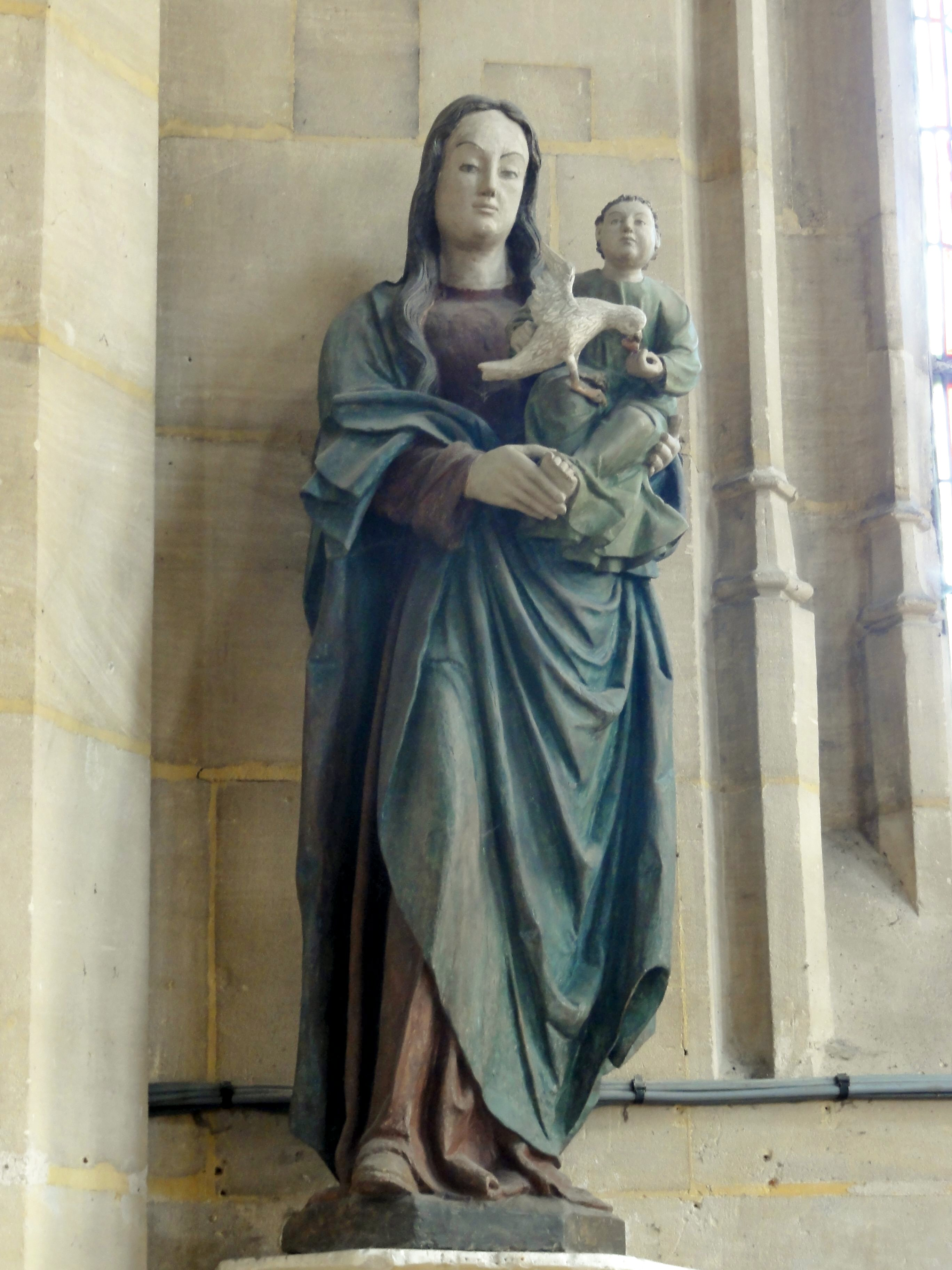
Skulptur Madonna und Kind mit Taube (16. Jahrhundert) in der Kirche Notre-Dame-de-la-Nativité

- Monuments historiques (Objekte) in Magny-en-Vexin in der Base Palissy des französischen Kultusministeriums